# Palatsrevolution
Palatsrevolution, även palatskupp, är en statskupp som utförs utan våldsmedel av personer i ledarens närhet. Palatsrevolutionen skiljer sig därför begreppsmässigt från den typiska revolutionen genom att den inte föranleds av ett allmänt uppror bland medborgare eller genom en motståndsrörelses agerande. 
Ordet kan även användas mer generellt om situationer där personer runt en ledare bestämmer sig för att handla på ett sätt som går emot ledarens önskan, exempelvis då chefers direktiv eller vilja ignoreras eller överprövas.
För svenska språket har SAOB ett första belägg 1851, men det förekom även tidigare i tidningstext.